# Supercopa da Inglaterra
A Supercopa da Inglaterra (chamada de Football Association Community Shield na Inglaterra) ou Supertaça de Inglaterra é uma competição inglesa realizada pela Football Association e disputada entre os campeões da Premier League e Copa da Inglaterra. É, atualmente, a 4ª competição mais importante e prestigiada do futebol inglês (depois do Campeonato, da Copa da Inglaterra e da Copa da Liga Inglesa), sendo tradicionalmente disputada no estádio de Wembley. Caso o campeão do Campeonato Inglês (Premier League) e da Copa da Inglaterra forem o mesmo, o jogo é disputado entre o campeão e o vice do Campeonato Inglês.
A Community Shield não costuma ser a competição mais valorizada pelos clubes ingleses. A “Supercopa da Inglaterra” tem o peso de um torneio amistoso, que rende um título e serve de termômetro no início da temporada, mas não vai muito além. Ainda assim, há uma história respeitável por trás do certame. Inspiração à outras “supercopas” pelo mundo, o torneio surgiu como um evento nobre, para valorizar as iniciativas de caridade da comunidade em Londres. E esse intuito continua, ainda que de maneira diferente.

## História
A primeira edição da Community Shield aconteceu ainda em 1898, como “Sheriff of London Charity Shield”. Thomas Dewar, então xerife de Londres, resolveu promover uma partida amistosa entre o melhor time profissional do país e o melhor amador. A renda da partida iria para organizações de caridade da capital, enquanto uma prataria seria oferecida ao campeão — um escudo imenso, considerado o maior troféu já criado na história do futebol. A ideia teve apoio de representantes importantes da Football Association, de políticos da época e também dos jogadores. Visava reforçar os laços entre jogadores profissionais e amadores, após a cisão na década anterior, culminando na criação do Campeonato Inglês.
Naqueles primórdios, os amadores eram representados pelo famoso Corinthian. O clube de Londres havia surgido justamente na esteira do profissionalismo, como um contraponto. Reunia os melhores jogadores amadores de Londres, a maioria deles de origem rica, que preferiam negar o dinheiro e ressaltar o caráter cavalheiresco do esporte. Desde o seu surgimento, o clube costumava desafiar as principais equipes profissionais — e conquistou grandes resultados no período. A Charity Shield vinha para oficializar o maior desafio envolvendo o clube. O adversário do Corinthian, por sua vez, geralmente era o campeão da Copa da Inglaterra ou da Football League, a primeira divisão Campeonato Inglês. A exceção aconteceu em 1899, quando o convidado foi o escocês Queen’s Park — uma equipe igualmente forte, reconhecida por ser a fundadora das bases daquilo que conhecemos como “jogo de passes”.
Ajudando as entidades de Londres, a Charity Shield continuou nesse formato até 1907. O Corinthian ganhou o título em duas oportunidades, enquanto compartilhou o troféu em outras duas. Enquanto isso, a lista de campeões entre os profissionais engloba Aston Villa, Tottenham, Sunderland, Sheffield Wednesday, Liverpool e Newcastle. Em 1908, porém, a Charity Shield original chegou ao fim. Houve uma cisão dentro da Football Association e os clubes amadores resolveram criar sua própria federação. Existiram ainda outras edições esparsas da velha competição, ligadas ao Corinthian e com o troféu original em jogo. Na década de 1930, veio para levantar dinheiro à criação de campos de futebol pelo país. Depois, nos anos 1960, para fomentar a fusão do Corinthian Casuals. Por fim, em 1983, para comemorar o centenário do clube amador. No entanto, para melhorar suas estruturas, o Corinthian Casuals leiloou o velho escudo na década de 1990.
Se não tinha o “Shield” original, a Football Association criou seu próprio troféu e sua própria competição a partir de 1908. Nos quatro primeiros anos, a nova Charity Shield era disputada pelo campeão da Football League e o campeão da Southern Football League, que concentrava os clubes do sul do país e servia como uma espécie de terceira divisão nacional. Em 1920, com o futebol restabelecido após a Primeira Guerra Mundial, os campeões da primeira e da segunda divisão se encararam pelo título. Já em 1921, foi organizada a primeira edição entre os vencedores da Football League e o da FA Cup. Até 1929, algumas edições envolveram a seleção inglesa de amadores e a seleção inglesa de profissionais, como havia ocorrido também em 1913. Já em 1950, colocaram para jogar a seleção que disputou a Copa do Mundo contra a equipe nacional que havia feito uma turnê pelo Canadá. O padrão, de qualquer forma, concentrava mesmo os clubes.
O Manchester United é a equipe que mais ergueu o troféu, campeão em 21 oportunidades. Arsenal e Liverpool aparecem logo atrás, com 15 conquistas. Além disso, outras 22 equipes também se consagraram na competição. Em 2002, por questões burocráticas, a Charity Shield foi rebatizada com seu nome atual, Community Shield. Wembley é a tradicional casa do torneio, embora ela tenha sido realizada em dez estádios diferentes, incluindo também seis localizados fora de Londres.
E a caridade hoje em dia, onde está? A renda da partida (incluindo aí a venda de produtos e programas de jogo) é distribuída entre os 124 clubes que disputam a primeira fase da Copa da Inglaterra. São eles que decidem os projetos e as instituições de caridade ao redor do país, baseadas na comunidade local, que receberão o dinheiro. Parte do valor ainda vai para organizações parceiras da FA. Em 2016, ainda houve uma reconstituição do troféu original da Charity Shield de 1908, que seguiu a leilão. O dinheiro arrecadado foi para o Fundo Bobby Moore de Pesquisa ao Câncer. Já em 2017, Chelsea e Arsenal concordaram em doar a premiação referente ao torneio (total de £1,25 milhão) para as vítimas do incêndio na Grenfell Tower, em Londres, que deixou 79 mortos, dezenas de feridos e centenas de desabrigados.
O maior campeão desta competição é o Manchester United, com 21 títulos.

## Títulos

### Títulos por ano
| Ano                                                                                | Campeão               | Placar                     | Vice-campeão          | Sede               |
| 1908                                                                               | Manchester United     | 4 - 0                      | Queens Park Rangers   | Stamford Bridge    |
| 1908                                                                               | Manchester United     | 1 - 1                      | Queens Park Rangers   | Stamford Bridge    |
| 1909                                                                               | Newcastle             | 2 - 0                      | Northampton           | Stamford Bridge    |
| 1910                                                                               | Brighton              | 1 - 0                      | Aston Villa           | Stamford Bridge    |
| 1911                                                                               | Manchester United     | 8 - 4                      | Swindon               | Stamford Bridge    |
| 1912                                                                               | Blackburn             | 2 - 1                      | Queens Park Rangers   | White Hart Lane    |
| 1913                                                                               | English Professionals | 7 - 2                      | English Amateurs      | The Den            |
| Os títulos entre 1914 e 1919 não foram disputados devido à Primeira Guerra Mundial |                       |                            |                       |                    |
| 1920                                                                               | West Bromwich         | 2 - 0                      | Tottenham             | White Hart Lane    |
| 1921                                                                               | Tottenham             | 2 - 0                      | Burnley               | White Hart Lane    |
| 1922                                                                               | Huddersfield          | 1 - 0                      | Liverpool             | Old Trafford       |
| 1923                                                                               | English Professionals | 2 - 0                      | English Amateurs      | Stamford Bridge    |
| 1924                                                                               | English Professionals | 3 - 1                      | English Amateurs      | Highbury           |
| 1925                                                                               | English Amateurs      | 6 - 1                      | English Professionals | White Hart Lane    |
| 1926                                                                               | English Amateurs      | 6 - 3                      | English Professionals | Maine Road         |
| 1927                                                                               | Cardiff               | 2 - 1                      | Corinthian            | Stamford Bridge    |
| 1928                                                                               | Everton               | 2 - 1                      | Blackburn             | Old Trafford       |
| 1929                                                                               | English Professionals | 3 - 0                      | English Amateurs      | The Den            |
| 1930                                                                               | Arsenal               | 2 - 1                      | Sheffield Wednesday   | Stamford Bridge    |
| 1931                                                                               | Arsenal               | 1 - 0                      | West Bromwich         | Villa Park         |
| 1932                                                                               | Everton               | 5 - 3                      | Newcastle             | St. James' Park    |
| 1933                                                                               | Arsenal               | 4 - 0                      | Everton               | Goodison Park      |
| 1934                                                                               | Arsenal               | 3 - 0                      | Manchester City       | Highbury           |
| 1935                                                                               | Sheffield Wednesday   | 1 - 0                      | Arsenal               | Highbury           |
| 1936                                                                               | Sunderland            | 2 - 1                      | Arsenal               | Roker Park         |
| 1937                                                                               | Manchester City       | 2 - 0                      | Sunderland            | Maine Road         |
| 1938                                                                               | Arsenal               | 2 - 1                      | Preston               | Highbury           |
| Os títulos de 1939 - 1947 não foram disputados devido a Segunda Guerra Mundial     |                       |                            |                       |                    |
| 1948                                                                               | Arsenal               | 4 - 3                      | Manchester United     | Highbury           |
| 1949                                                                               | Portsmouth            | 1 - 1 Título compartilhado | Wolverhampton         | Highbury           |
| 1950                                                                               | Inglaterra            | 4 - 2                      | Canadá                | Stamford Bridge    |
| 1951                                                                               | Tottenham             | 2 - 1                      | Newcastle             | White Hart Lane    |
| 1952                                                                               | Manchester United     | 4 - 2                      | Newcastle             | Old Trafford       |
| 1953                                                                               | Arsenal               | 3 - 1                      | Blackpool             | Highbury           |
| 1954                                                                               | Wolverhampton         | 4 - 4 Título compartilhado | West Bromwich         | Molineux           |
| 1955                                                                               | Chelsea               | 3 - 0                      | Newcastle             | Stamford Bridge    |
| 1956                                                                               | Manchester United     | 1 - 0                      | Manchester City       | Maine Road         |
| 1957                                                                               | Manchester United     | 4 - 0                      | Aston Villa           | Old Trafford       |
| 1958                                                                               | Bolton                | 4 - 1                      | Wolverhampton         | Burnden Park       |
| 1959                                                                               | Wolverhampton         | 3 - 1                      | Nottingham Forest     | Molineux           |
| 1960                                                                               | Burnley               | 2 - 2 Título compartilhado | Wolverhampton         | Turf Moor          |
| 1961                                                                               | Tottenham             | 3 - 2                      | Football Association  | White Hart Lane    |
| 1962                                                                               | Tottenham             | 5 - 1                      | Ipswich               | Portman Road       |
| 1963                                                                               | Everton               | 4 - 0                      | Manchester United     | Goodison Park      |
| 1964                                                                               | Liverpool             | 2 - 2 Título compartilhado | West Ham              | Anfield Road       |
| 1965                                                                               | Manchester United     | 2 - 2 Título compartilhado | Liverpool             | Old Trafford       |
| 1966                                                                               | Liverpool             | 1 - 0                      | Everton               | Goodison Park      |
| 1967                                                                               | Manchester United     | 3 - 3 Título compartilhado | Tottenham             | Old Trafford       |
| 1968                                                                               | Manchester City       | 6 - 1                      | West Bromwich         | Maine Road         |
| 1969                                                                               | Leeds United          | 2 - 1                      | Manchester City       | Elland Road        |
| 1970                                                                               | Everton               | 2 - 1                      | Chelsea               | Stamford Bridge    |
| 1971                                                                               | Leicester             | 1 - 0                      | Liverpool             | Filbert Street     |
| 1972                                                                               | Manchester City       | 1 - 0                      | Aston Villa           | Villa Park         |
| 1973                                                                               | Burnley               | 1 - 0                      | Manchester City       | Maine Road         |
| 1974                                                                               | Liverpool             | 1 - 1 (6-5 pênaltis)       | Leeds United          | Wembley            |
| 1975                                                                               | Derby County          | 2 - 0                      | West Ham              | Wembley            |
| 1976                                                                               | Liverpool             | 1 - 0                      | Southampton           | Wembley            |
| 1977                                                                               | Manchester United     | 0 - 0 Título compartilhado | Liverpool             | Wembley            |
| 1978                                                                               | Nottingham Forest     | 5 - 0                      | Ipswich               | Wembley            |
| 1979                                                                               | Liverpool             | 3 - 1                      | Arsenal               | Wembley            |
| 1980                                                                               | Liverpool             | 1 - 0                      | West Ham              | Wembley            |
| 1981                                                                               | Aston Villa           | 2 - 2 Título compartilhado | Tottenham             | Wembley            |
| 1982                                                                               | Liverpool             | 1 - 0                      | Tottenham             | Wembley            |
| 1983                                                                               | Manchester United     | 2 - 0                      | Liverpool             | Wembley            |
| 1984                                                                               | Everton               | 1 - 0                      | Liverpool             | Wembley            |
| 1985                                                                               | Everton               | 2 - 0                      | Manchester United     | Wembley            |
| 1986                                                                               | Everton               | 1 - 1 Título compartilhado | Liverpool             | Wembley            |
| 1987                                                                               | Everton               | 1 - 0                      | Coventry              | Wembley            |
| 1988                                                                               | Liverpool             | 2 - 1                      | Wimbledon             | Wembley            |
| 1989                                                                               | Liverpool             | 1 - 0                      | Arsenal               | Wembley            |
| 1990                                                                               | Liverpool             | 1 - 1 Título compartilhado | Manchester United     | Wembley            |
| 1991                                                                               | Arsenal               | 0 - 0 Título compartilhado | Tottenham             | Wembley            |
| 1992                                                                               | Leeds United          | 4 - 3                      | Liverpool             | Wembley            |
| 1993                                                                               | Manchester United     | 1 - 1 (5-4 pênaltis)       | Arsenal               | Wembley            |
| 1994                                                                               | Manchester United     | 2 - 0                      | Blackburn             | Wembley            |
| 1995                                                                               | Everton               | 1 - 0                      | Blackburn             | Wembley            |
| 1996                                                                               | Manchester United     | 4 - 0                      | Newcastle             | Wembley            |
| 1997                                                                               | Manchester United     | 1 - 1 (4-2 pênaltis)       | Chelsea               | Wembley            |
| 1998                                                                               | Arsenal               | 3 - 0                      | Manchester United     | Wembley            |
| 1999                                                                               | Arsenal               | 2 - 1                      | Manchester United     | Wembley            |
| 2000                                                                               | Chelsea               | 2 - 0                      | Manchester United     | Wembley            |
| 2001                                                                               | Liverpool             | 2 - 1                      | Manchester United     | Millennium         |
| 2002                                                                               | Arsenal               | 1 - 0                      | Liverpool             | Millennium         |
| 2003                                                                               | Manchester United     | 1 - 1 (4-3 pênaltis)       | Arsenal               | Millennium         |
| 2004                                                                               | Arsenal               | 3 - 1                      | Manchester United     | Millennium         |
| 2005                                                                               | Chelsea               | 2 - 1                      | Arsenal               | Millennium         |
| 2006                                                                               | Liverpool             | 2 - 1                      | Chelsea               | Millennium         |
| 2007                                                                               | Manchester United     | 1 - 1 (3-0 pênaltis)       | Chelsea               | New Wembley        |
| 2008                                                                               | Manchester United     | 0 - 0 (3-1 pênaltis)       | Portsmouth            | New Wembley        |
| 2009                                                                               | Chelsea               | 2 - 2 (4-1 pênaltis)       | Manchester United     | New Wembley        |
| 2010                                                                               | Manchester United     | 3 - 1                      | Chelsea               | New Wembley        |
| 2011                                                                               | Manchester United     | 3 - 2                      | Manchester City       | New Wembley        |
| 2012                                                                               | Manchester City       | 3 - 2                      | Chelsea               | Villa Park         |
| 2013                                                                               | Manchester United     | 2 - 0                      | Wigan                 | New Wembley        |
| 2014                                                                               | Arsenal               | 3 - 0                      | Manchester City       | New Wembley        |
| 2015                                                                               | Arsenal               | 1 - 0                      | Chelsea               | New Wembley        |
| 2016                                                                               | Manchester United     | 2 - 1                      | Leicester             | New Wembley        |
| 2017                                                                               | Arsenal               | 1 - 1 (4-1 pênaltis)       | Chelsea               | New Wembley        |
| 2018                                                                               | Manchester City       | 2 - 0                      | Chelsea               | New Wembley        |
| 2019                                                                               | Manchester City       | 1 - 1 (5-4 pênaltis)       | Liverpool             | New Wembley        |
| 2020                                                                               | Arsenal               | 1 - 1 (5-4 pênaltis)       | Liverpool             | New Wembley        |
| 2021                                                                               | Leicester City        | 1 - 0                      | Manchester City       | New Wembley        |
| 2022                                                                               | Liverpool             | 3 - 1                      | Manchester City       | King Power Stadium |
| 2023                                                                               | Arsenal               | 1 - 1 (4-1 pênaltis)       | Manchester City       | New Wembley        |
| 2024                                                                               | Manchester City       | 1 - 1 (7-6 pênaltis)       | Manchester United     | New Wembley        |
| 2025                                                                               | Crystal Palace        | 2 - 2 (3-2 pênaltis)       | Liverpool             | New Wembley        |

### Por clube
| Clube                 | Títulos | Edições | # |
| --------------------- | ------- | --- | - |
| Manchester United     | 21      | 1908, 1911, 1952, 1956, 1957, 1965, 1967, 1977, 1983, 1990, 1993, 1994, 1996, 1997, 2003, 2007, 2008, 2010, 2011, 2013, 2016 | 4 |
| Arsenal               | 17      | 1930, 1931, 1933, 1934, 1938, 1948, 1953, 1991, 1998, 1999, 2002, 2004, 2014, 2015, 2017, 2020, 2023                         | 1 |
| Liverpool             | 16      | 1964, 1965, 1966, 1974, 1976, 1977, 1979, 1980, 1982, 1986, 1988, 1989, 1990, 2001, 2006, 2022                               | 5 |
| Everton               | 9       | 1928, 1932, 1963, 1970, 1984, 1985, 1986, 1987, 1995                                                                         | 1 |
| Tottenham             | 7       | 1921, 1951, 1961, 1962, 1967, 1981, 1991                                                                                     | 3 |
| Manchester City       | 7       | 1937, 1968, 1972, 2012, 2018, 2019, 2024                                                                                     | — |
| Chelsea               | 4       | 1955, 2000, 2005, 2009 | — |
| Wolverhampton         | 4       | 1949, 1954, 1959, 1960 | 3 |
| English Professionals | 4       | 1913, 1923, 1924, 1929 | — |
| Leeds United          | 2       | 1969, 1992 | — |
| Burnley               | 2       | 1960, 1973 | 1 |
| West Bromwich         | 2       | 1920, 1954 | 1 |
| English Amateurs      | 2       | 1925, 1926 | — |
| Leicester             | 2       | 1971, 2021 | — |
| Blackburn             | 1       | 1912 | — |
| Bolton                | 1       | 1958 | — |
| Brighton              | 1       | 1910 | — |
| Cardiff               | 1       | 1927 | — |
| Derby County          | 1       | 1975 | — |
| Huddersfield          | 1       | 1922 | — |
| Newcastle             | 1       | 1909 | — |
| Nottingham Forest     | 1       | 1978 | — |
| Sheffield Wednesday   | 1       | 1935 | — |
| Sunderland            | 1       | 1936 | — |
| Inglaterra            | 1       | 1950 | — |
| Crystal Palace        | 1       | 2025 | — |
| Aston Villa           | 1       | 1981 | 1 |
| Portsmouth            | 1       | 1949 | 1 |
| West Ham              | 1       | 1964 | 1 |

# Indica títulos compartilhados

### Títulos por cidade
| Cidade        | Títulos | Equipes                                                                    |
| Londres       | 30      | Arsenal (17), Tottenham (7), Chelsea (4), West Ham (1), Crystal Palace (1) |
| Manchester    | 28      | Manchester United (21), Manchester City (7)                                |
| Liverpool     | 25      | Liverpool (16), Everton (9)                                                |
| Westminster   | 7       | English Professionals (4), English Amateurs (2), Inglaterra (1)            |
| Wolverhampton | 4       | Wolverhampton (4)                                                          |
| Leeds         | 2       | Leeds United (2)                                                           |
| Burnley       | 2       | Burnley (2)                                                                |
| West Bromwich | 2       | West Bromwich (2)                                                          |
| Leicester     | 2       | Leicester (2)                                                              |
| Blackburn     | 1       | Blackburn (1)                                                              |
| Bolton        | 1       | Bolton (1)                                                                 |
| Brighton      | 1       | Brighton (1)                                                               |
| Cardiff       | 1       | Cardiff City (1)                                                           |
| Derby         | 1       | Derby County (1)                                                           |
| Huddersfield  | 1       | Huddersfield (1)                                                           |
| Newcastle     | 1       | Newcastle (1)                                                              |
| Nottingham    | 1       | Nottingham Forest (1)                                                      |
| Sheffield     | 1       | Sheffield Wednesday (1)                                                    |
| Sunderland    | 1       | Sunderland (1)                                                             |
| Birmingham    | 1       | Aston Villa (1)                                                            |
| Portsmouth    | 1       | Portsmouth (1)                                                             |